# Звейнек, Ян Екабович
Ян Екабович Звейнек латыш. Jānis Zvejnieks; 1895, Селпилсская волость, Екабпилсский край — 31 октября 1917, Москва) — прапорщик 85-го пехотного запасного полка. Участник Октябрьской революции.

## Биография
Родился в латышской крестьянской семье.
В 16 лет в 1911 году вступил в революционное движение.
В 1915 году был призван в армию и отправлен на фронт. В начале 1917 года направлен во 2-ю тифлисскую школу прапорщиков, по окончании которой направлен в 85-й пехотный запасной полк находившийся в Москве.
Когда начались октябрьские бои в Москве и полковой комитет состоявший из эсеров отказался выступить против юнкеров, Звейнек призвал солдат помочь большевикам. Он возглавил отряд, который должен был помочь штурмовавшим градоначальство. В боях показывал пример мужества и храбрости.
Погиб в бою у Никитских ворот 31 октября 1917 года.
Похоронен у Кремлёвской стены.

## Память
В Советское время в Селпилсском филиале Екабпилсского краеведческого музея Латвийской ССР Звейнеку Я. Е. был посвящён целый раздел.